# Putumayo (departement)
Putumayo is een departement in het zuidwesten van Colombia. De hoofdstad van het departement is Mocoa.

## Gemeenten
Het departement bestaat uit 13 gemeenten.
| Gemeente          | Inwoners |
| ----------------- | -------- |
| Colón             | 4.198    |
| Mocoa             | 25.751   |
| Orito             | 39.519   |
| Puerto Asís       | 45.745   |
| Puerto Caycedo    | 10.581   |
| Puerto Guzmán     | 5.114    |
| Puerto Leguízamo  | 9.938    |
| San Francisco     | 5.270    |
| San Miguel        | 15.245   |
| Santiago          | 5.830    |
| Sibundoy          | 11.529   |
| Valle del Guamuez | 32.958   |
| Villagarzón       | 15.085   |

| Detailkaart |
| ----------- |
|             |

## Economie
In het drugsonderzoek de NarcoFiles wordt het departement genoemd als de belangrijkste regio voor de productie van cocabladeren. 